# Dawid Kurminowski
Dawid Kurminowski (ur. 24 lutego 1999 w Śremie) – polski piłkarz, występujący na pozycji napastnika w polskim klubie  Lechia Gdańsk. Młodzieżowy reprezentant Polski.

## Kariera klubowa
W wieku 5 lat rozpoczął treningi w Kotwicy Kórnik, z której trafił do Warty Poznań. Po ośmiu latach spędzonych w tym klubie został zawodnikiem Lecha Poznań. W maju 2015 zadebiutował w drużynie rezerw tego klubu, z którymi miesiąc później został mistrzem Polski juniorów młodszych. W czerwcu 2017 został włączony do pierwszej drużyny, z którą podpisał czteroletni kontrakt. W styczniu 2018 został wypożyczony na rok do Zemplína Michalovce. W lutym 2019 został wypożyczony do MŠK Žilina do końca roku z opcją wykupu. W grudniu 2019 podpisał z tym klubem trzyipółletni kontrakt. W sezonie 2020/2021 z 19 golami został królem strzelców ligi słowackiej. Został również wybrany do drużyny talentów, nie znalazł się jednak w drużynie sezonu.
W lipcu 2021 podpisał pięcioletni kontrakt z Aarhus GF. Zadebiutował w tym klubie 19 lipca 2021 w zremisowanym 1:1 meczu z Brøndby IF, a pierwszego gola strzelił 1 sierpnia w przegranym 1:2 meczu z Randers FC. W letnim okienku transferowym 2022 dołączył na wypożyczenie do polskiego klubu Zagłębie Lubin. 4 września 2022 zadebiutował w „Miedziowych”, w zremisowanym 1:1 domowym spotkaniu przeciwko Jagielloni Białystok.
17 lipca 2025 został zawodnikiem  Lechii Gdańsk.

## Sukcesy
MŠK Žilina
- Król strzelców I ligi słowackiej: 2020/21